# Newport (Essex)
Pour les articles homonymes, voir Newport.
Newport est une ville anglaise du comté de l'Essex. Sa population est d'environ 2 000 habitants.

## Source
- (en) Cet article est partiellement ou en totalité issu de l’article de Wikipédia en anglais intitulé « Newport, Essex » (voir la liste des auteurs).